# Михайловський (Кропивинський округ)
Миха́йловський (рос. Михайловский) — селище у складі Кропивинського округу Кемеровської області, Росія.

## Населення
Населення — 112 осіб (2010; 168 у 2002).
Національний склад (станом на 2002 рік):
- росіяни — 96 %